# Aeroportul Internațional Erik Nielsen Whitehorse
Aeroportul Internațional Erik Nielsen Whitehorse (IATA: YXY, ICAO: CYXY) este un aeroport din Whitehorse, Yukon, Yukon, Canada ce deservește zona Whitehorse. Aeroportul a fost tranzitat în 2019 de 368.238 de pasageri. A fost deschis în 1942 și numit după zona deservită.
Situat la o altitudine de 706 m, aeroportul dispune de o singură pistă.